# Jason de Vos
Jason de Vos   (London, 2 de gener de 1974) és un exfutbolista canadenc de la dècada de 2000.
Fou 49 cops internacional amb la selecció del Canadà. Pel que fa a clubs, destacà a Dundee United, Wigan Athletic FC i Ipswich Town FC.